# Елисеевка (Приморский район)
Елисе́евка (укр. Єлисеївка) — село,
Елисеевский сельский совет,
Приморский район,
Запорожская область,
Украина.
Код КОАТУУ — 2324881601. Население по переписи 2001 года составляло 1229 человек.
Является административным центром Елисеевского сельского совета, в который
не входят другие населённые пункты.

## Географическое положение
Село Елисеевка находится на берегах реки Чокрак,
выше по течению на расстоянии в 3 км расположено село Гюневка,
ниже по течению на расстоянии в 4,5 км расположено село Елизаветовка.
По селу протекает пересыхающий ручей с запрудой.

## История
- 1860 год — дата основания села на месте ногайского поселения Шеклы выходцами из Поповки Бердянского уезда и государственными крестьянами из Херсонской, Полтавской и Харьковской губерний[2].

## ЭкономикаАгрофирма «Им. Мичурина».
- Елисеевский пегматитовый карьер.

## Объекты социальной сферы

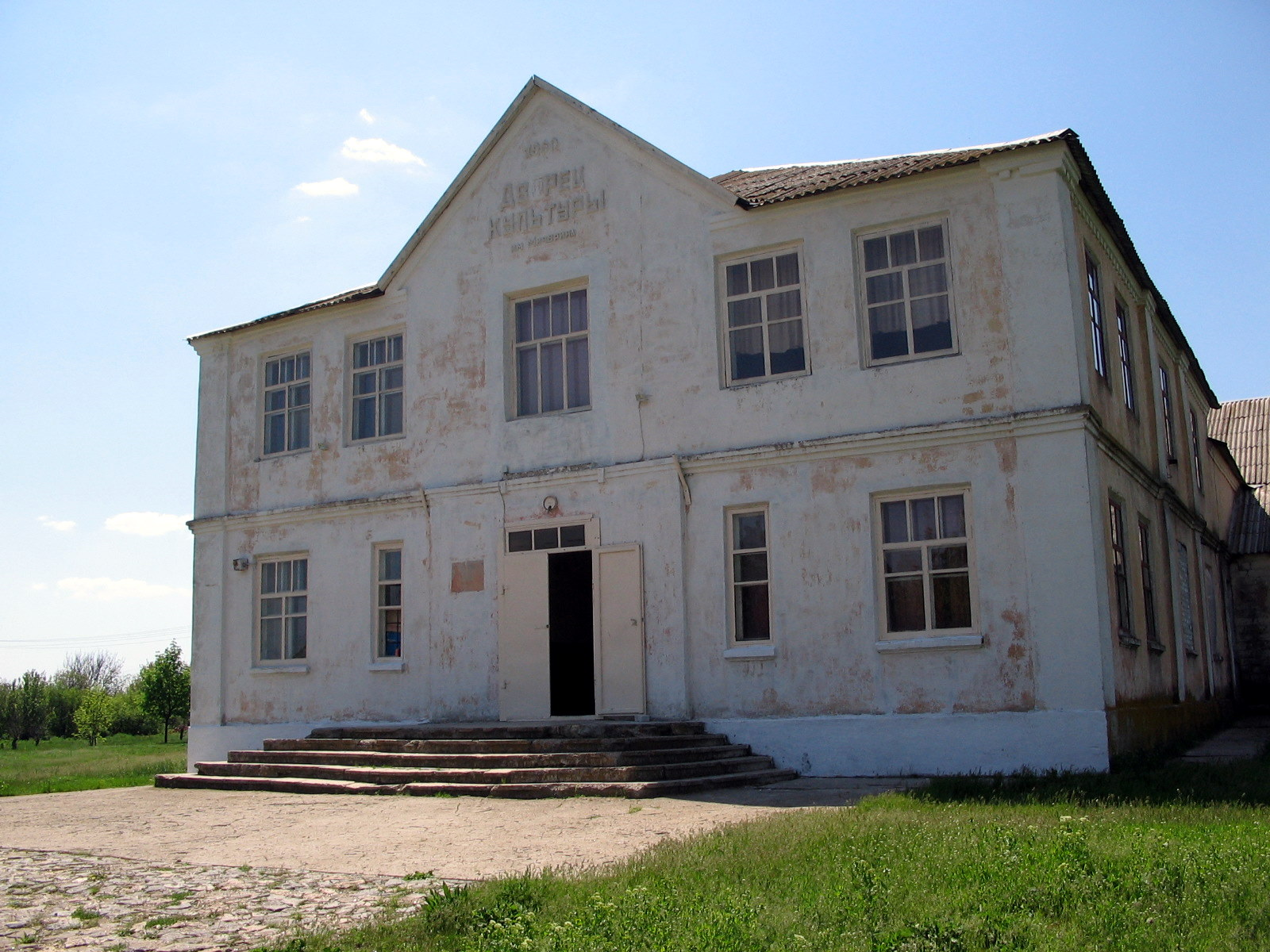
Дом культуры

- Школа.
- Детский сад.
- Дом культуры.
- Врачебная амбулатория.

## Достопримечательности
- Братская могила 53 советских воинов.
- Заказник «Елисеевский», 18 га, место произрастания чабреца, тысячелистника и др. ценных растений.